# فرانسيسك لوبيز
فرانسيسك لوبيز (30 أكتوبر 1972 أندورا لا فيلا أندورا - ) هو لاعب كرة قدم أندوري، يلعب كمدافع.

## مسيرته

### مسيرته مع المنتخبات الوطنية
- 1996 - 1996 لعب مع منتخب أندورا لكرة القدم مباراة.

## روابط خارجية
- فرانسيسك لوبيز على موقع قاعدة بيانات كرة القدم.إي يو (الإنجليزية)
- فرانسيسك لوبيز على موقع ناشيونال فوتبول تيمز (الإنجليزية)
- فرانسيسك لوبيز على موقع عالم كرة القدم.نت (الإنجليزية)